# Fernando Rapallini
Fernando Andrés Rapallini (La Plata, Buenos Aires; 28 de abril de 1978) es un árbitro internacional de fútbol argentino que dirige en la Primera División de Argentina. Por su condición de árbitro FIFA, dirige encuentros correspondientes a Copa Mundial de Fútbol, Copa Libertadores de América y Copa Sudamericana.

## Arbitraje
Su debut en Primera fue en el año 2011 dirigiendo el partido entre Godoy Cruz y All Boys, con victoria para los de Mendoza por 1 a 0. Está adherido a la AAA. Uno de sus encuentros más polémicos fue el Clásico de Avellaneda por el Campeonato de Primera División 2014. En dicho encuentro marcó un tiro libre para Independiente por una infracción de Diego Milito, que derivó en la apertura del marcador para los locales. En el mismo partido tampoco expulsó a Cristian Tula luego de un codazo descalificador contra Ricardo Centurión, y no sancionó un claro penal de Leandro Grimi a Sebastián Penco. También protagonizó un episodio polémico en un partido entre Boca Juniors y Racing Club disputado en Avellaneda donde se dio una mano inesperada dentro del área, la cual tras la revisación del VAR no fue cobrada.[cita requerida]

### Experiencia europea
El 17 de junio de 2021 fue el árbitro principal del partido Ucrania - Macedonia correspondiente a la fase de grupos de la Eurocopa 2020, convirtiéndose en el primer árbitro sudamericano de la historia en dirigir en dicho certamen. Completó una buena actuación sancionando dos penales correctamente (uno con asistencia del VAR) y anuló de manera acertada un gol de Goran Pandev por posición adelantada.

### Experiencia mundialista
El 23 de noviembre de 2022 fue el árbitro principal del partido Marruecos - Croacia correspondiente a la fase de grupo de la Copa Mundial de Fútbol de 2022. Fue su debut dirigiendo un partido mundialista. Completó un buen desempeño sin inconvenientes y sin llamadas del VAR.